# Erik Poppe
Pour les articles homonymes, voir Poppe.
Erik Poppe, né le 24 juin 1960 à Oslo, est un réalisateur norvégien.

## Biographie
Après des études au Dramatiska Institutet de Stockholm, il est directeur de la photographie du film Eggs de Bent Hamer. En 1998, il réalise son premier long métrage Schpaaa.
Son film Utoya, 22 juillet sur le massacre d'Utøya perpétré le 22 juillet 2011 sur l'île d'Utøya est sélectionné en compétition officielle à la Berlinale 2018.

## Filmographie

### Réalisateur
- 1998 : Schpaaa
- 2004 : Hawaii, Oslo
- 2008 : En eaux troubles (De Usynlige)
- 2013 : L'Épreuve (Tusen ganger god natt)
- 2016 : Ultimatum (Kongens nei)
- 2018 : Utøya, 22 juillet (Utøya 22. juli)
- 2021 : Utvandrarna (série TV)

### Directeur de la photographie
- 1995 : Eggs de Bent Hamer

## Distinctions
- 2005 : Amandaprisen du meilleur film pour Hawaii, Oslo
- 2014 : Amandaprisen du meilleur film pour L'Épreuve (Tusen ganger god natt)
- 2017 : Amandaprisen du meilleur film pour Ultimatum (Kongens nei)